# Žoltoplaz
Žoltoplaz (znanstveno ime Pseudopus apodus) je plazilec iz družine slepcev, ki je razširjen tudi po delih Slovenije in je po slovenski zakonodaji zavarovana vrsta.

## Opis
Žoltoplaz lahko v dolžino doseže do 135 cm. Na prvi pogled ne deluje kot kuščar, čeprav spada mednje. Osnovna barva je okrasto rumena, po trebuhu pa je svetlejše rumene barve, po čemer je dobil tudi slovensko ime. Ima zakrnele noge, katerih zakrneli ostanki so včasih vidni v bližini kloake. Od kač se loči tudi po vidnih ušesih ter vekah.

## Razširjenost
Žoltoplaz se zadržuje na odprtih travnikih z nizko travo ali v z grmovjem poraščenih hribovskih pašnikih. Prehranjuje se predvsem s polži, pa tudi s členonožci, včasih pa celo z manjšimi sesalci. Rad ima bolj suho podnebje, vendar je najbolj aktiven po dežju, ko je aktivnost polžev najvišja. Vznemirjen spušča sikajoč opozorilni zvok, napaden pa lahko tudi ugrizne. Tudi žoltoplaz lahko ob umiku odvrže rep, vendar se to zgodi izjemoma. Odvržen rep lahko tudi razpade na manjše delce.
Samice deset tednov po parjenju izležejo okoli osem jajc pod odpadlo skorjo dreves ali pod kamenje. Običajno samice gnezdo med razvojem varujejo. Mladiči se izležejo po 45 do 55 dneh in so ob izvalitvi dolgi okoli 15 cm. S hranjenjem pričnejo po okoli štirih dneh.